# Niéna (Burkina Faso)
Pour les articles homonymes, voir Niéna.
Niéna est une localité située dans le département de Kayan de la province du Kénédougou dans la région des Hauts-Bassins au Burkina Faso.

## Santé et éducation
Le centre de soins le plus proche de Niéna est le centre de santé et de promotion sociale (CSPS) de Dionkélé.
Le village possède une école primaire publique.